# Santa Isabel (estación del Metro de Santiago)
Santa Isabel es una estación ferroviaria que forma parte de la línea 5 de la red del metro de Santiago de Chile. Se encuentra por subterráneo entre las estaciones Parque Bustamante e Irarrázaval de la misma línea, bajo la avenida General Bustamante en el límite de las comunas de Providencia, Ñuñoa y Santiago Centro. Sus 2 salidas (oriente y poniente) dan hacia la avenida Santa Isabel, que le otorga el nombre a la estación.

## Características y entorno
Presenta un flujo regular o medio de pasajeros, a pesar de que existen instituciones de educación media y otros factores que debieran aumentar el tráfico de pasajeros.
En el entorno inmediato de la estación, se encuentran los liceos Arturo Alessandri Palma (Bustamante 443) y el Carmela Carvajal de Prat (avenida Italia 980), ambos emblemáticos establecimientos de la educación pública chilena entre los tantos que existen en el sector; una planta de Telefónica CTC Chile, una central de la Defensa Civil, la Fundación Víctor Jara (calle Almirante Riveros 067) y un número importante de iglesias; en el bandejón central de la avenida Bustamante, casi al llegar a Santa Isabel, en el tramo conocido como parque San Esteban (en honor al canonizado Esteban I de Hungría, rey del siglo XI), se encuentra el monumento en memoria del levantamiento del pueblo húngaro en 1956, lugar en el que la comunidad húngara suele realizar actos conmemorativos.

### Accesos
| Acceso | Intersección                            |
| ------ | --------------------------------------- |
| A      | Av. General Bustamante con Santa Isabel |
| B      | Av. General Bustamante con Santa Isabel |

## Origen etimológico
Su nombre se debe a que se ubica justo bajo la intersección de las avenidas General Bustamante y Santa Isabel.

## Galería

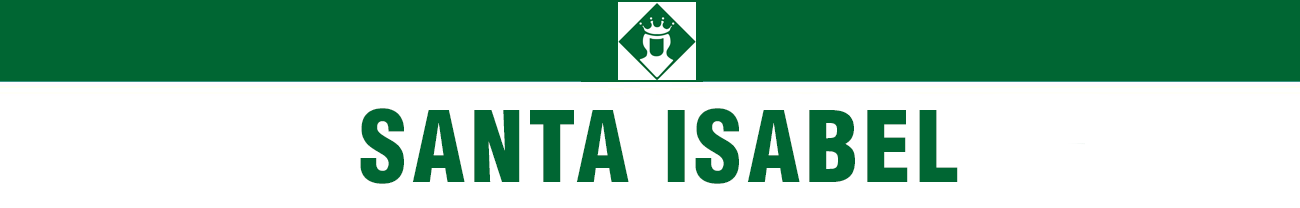
Cenefa utilizada en 1997.
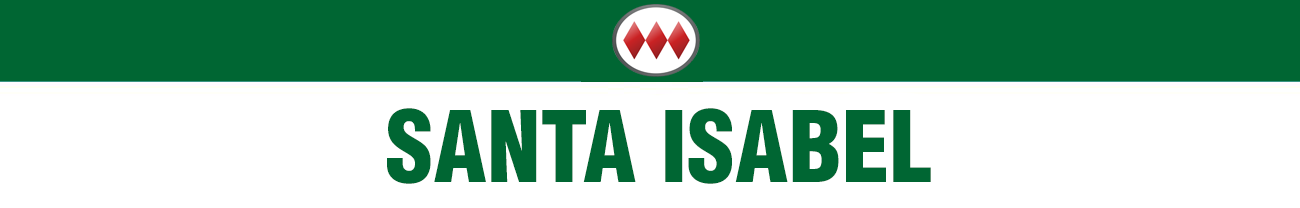
Cenefa utilizada en los andenes.
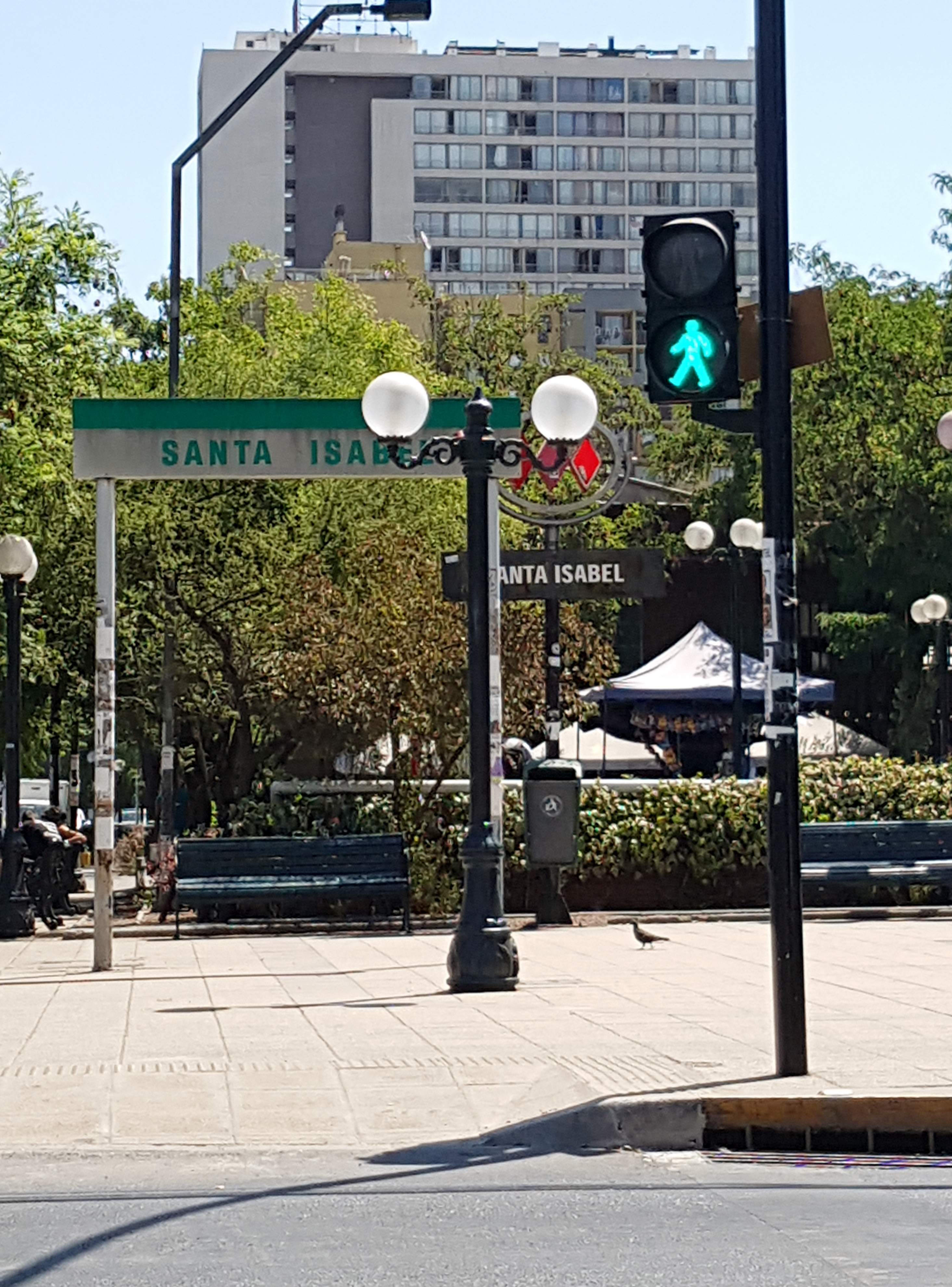
Acceso al metro
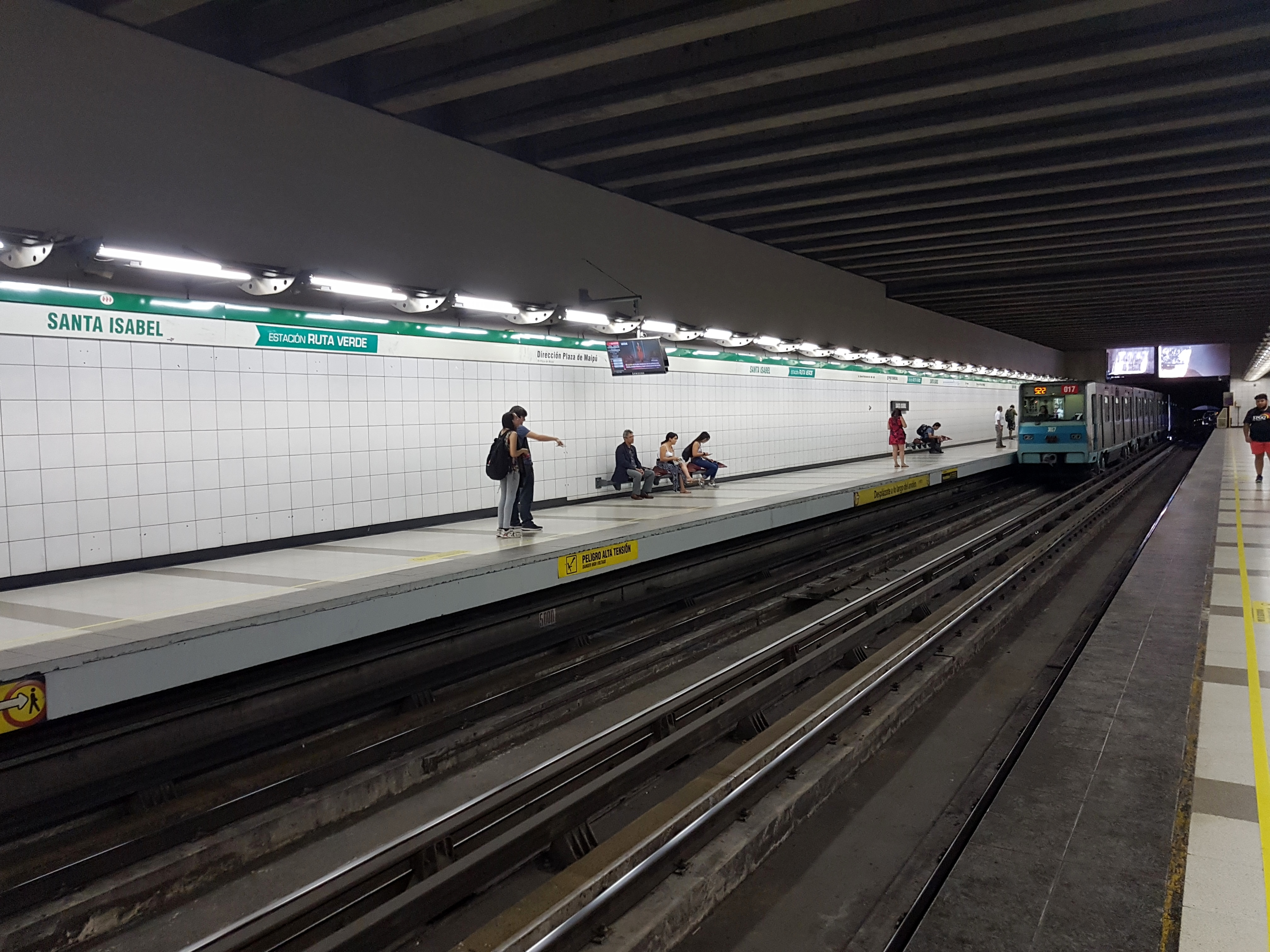
Tren entrando a la estación
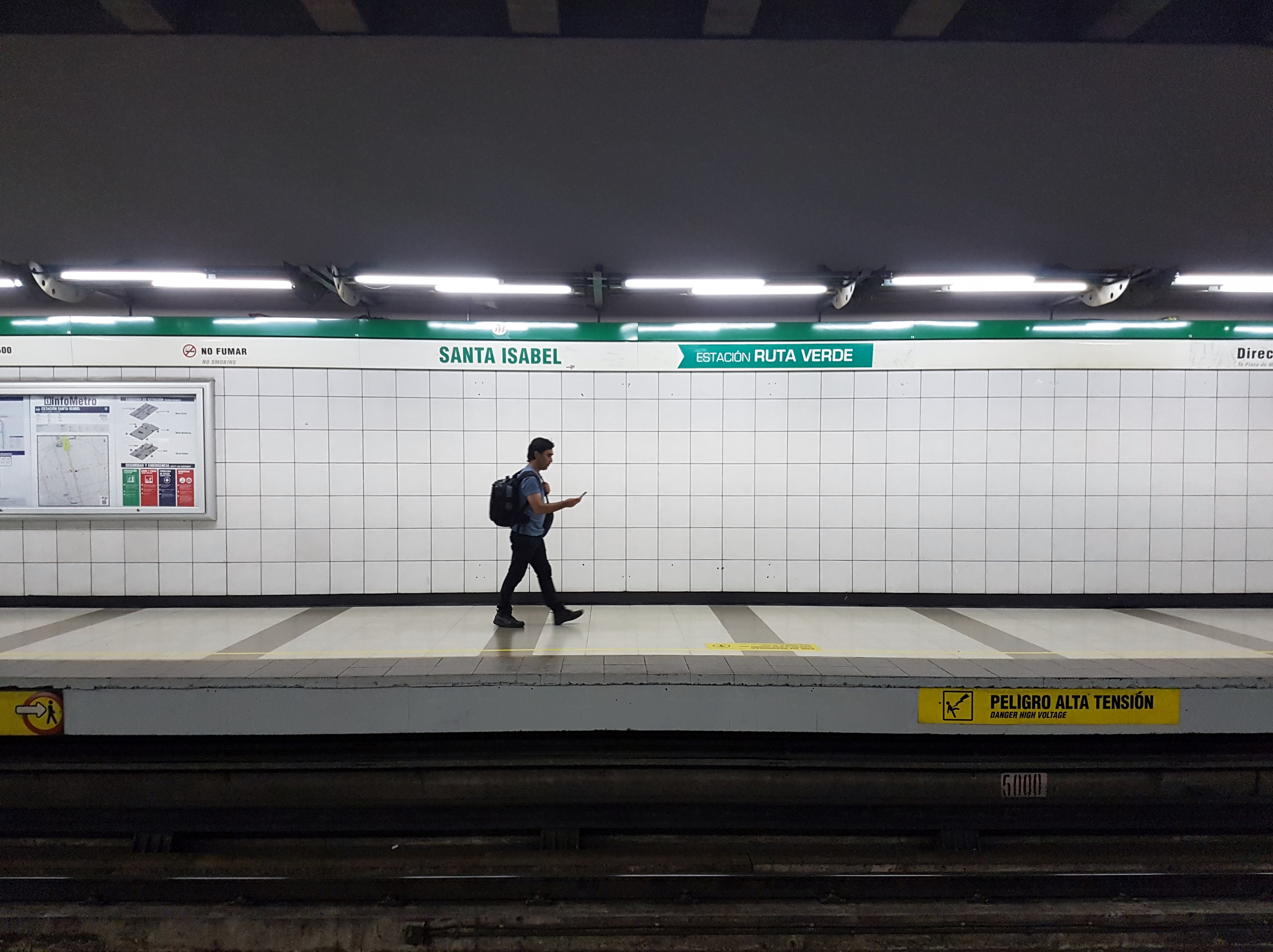
Andén
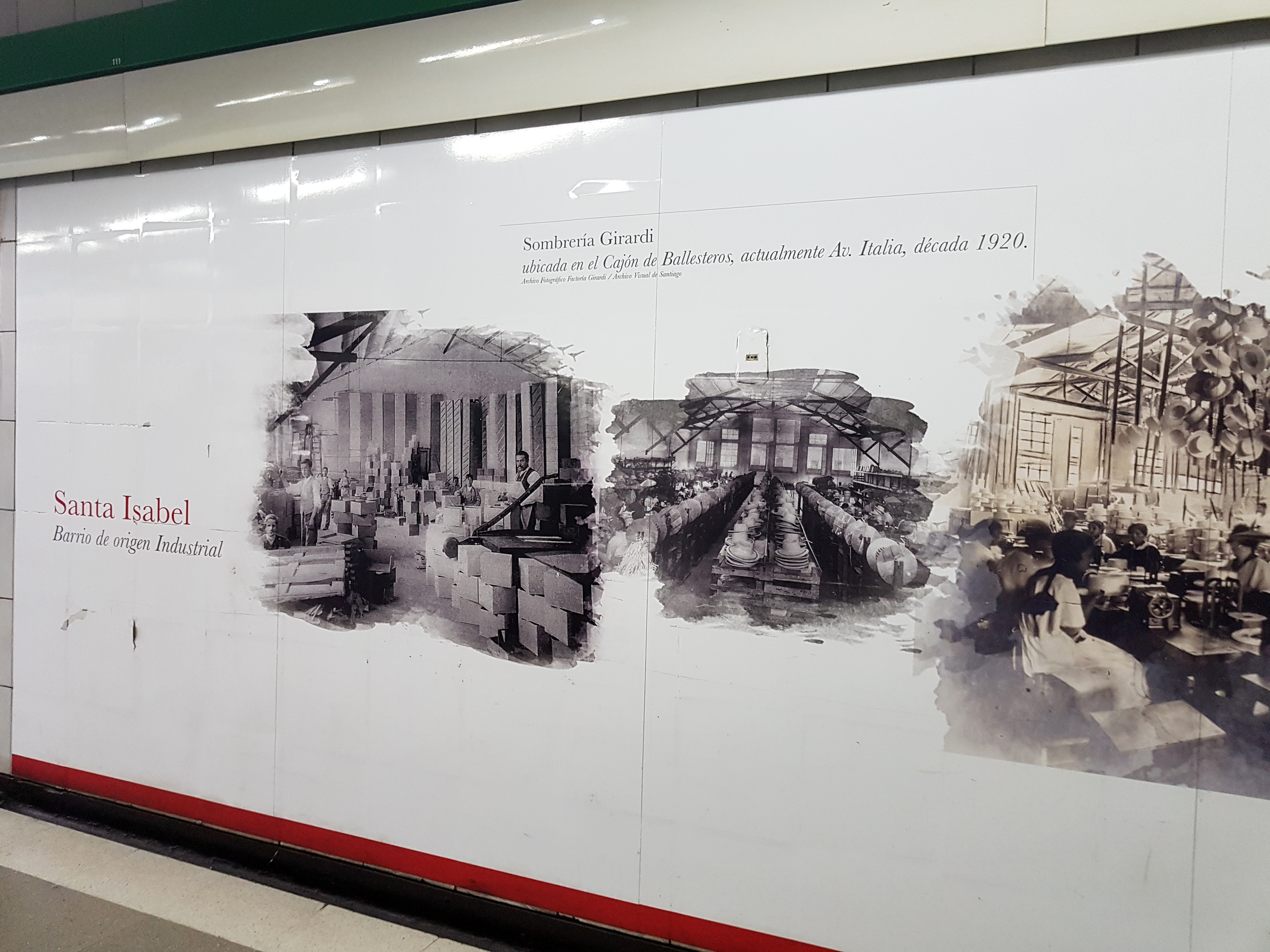
Panel histórico-cultural a la entrada/salida de la estación
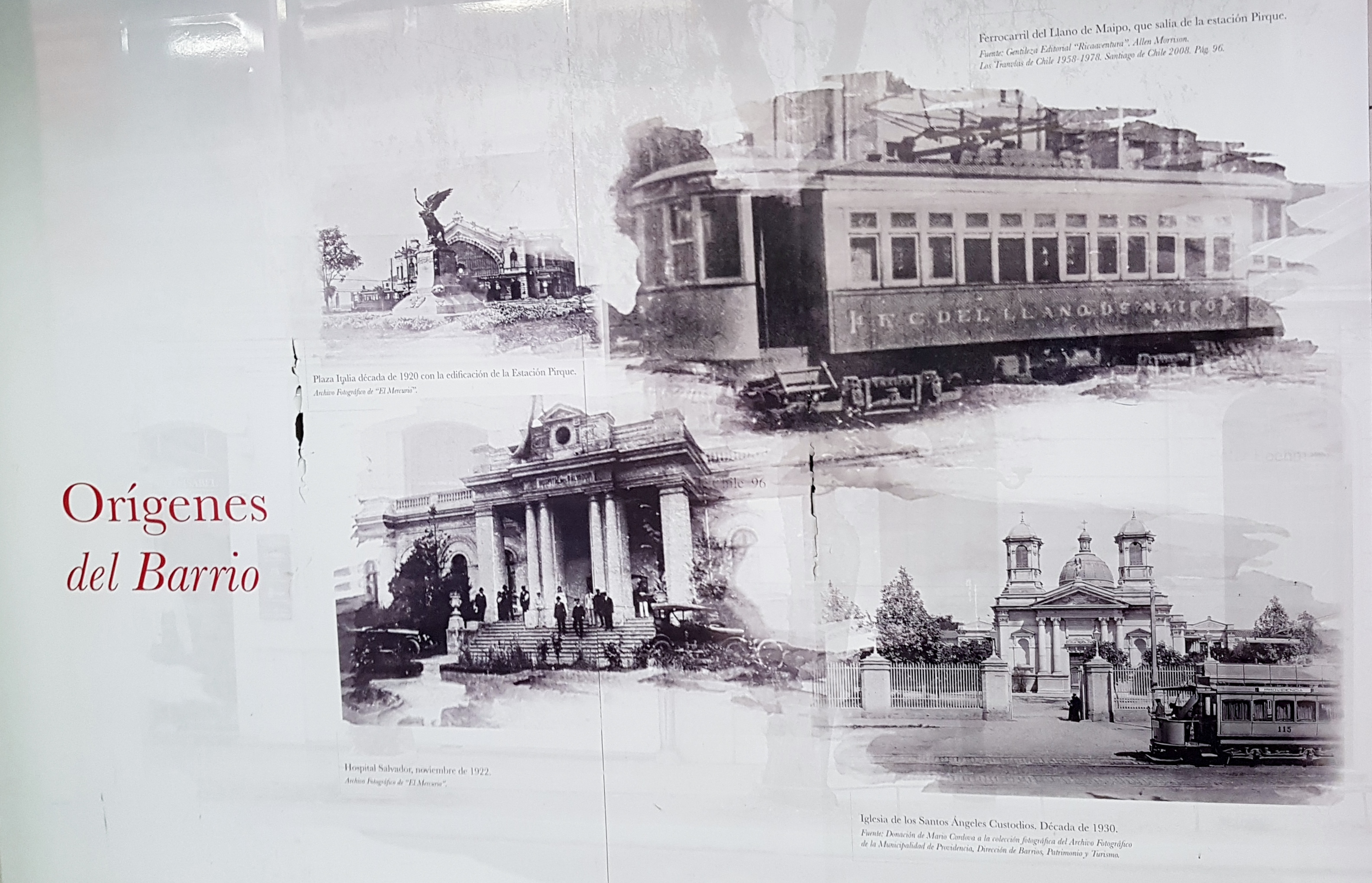
Panel histórico-cultural a la entrada/salida de la estación

## Conexión con Red Metropolitana de Movilidad
La estación posee 5 paraderos de la Red Metropolitana de Movilidad en sus alrededores, los cuales corresponden a:
| Paradero/ Código                               | Recorridos |
| ---------------------------------------------- | --- |
| Parada 1 / Metro Santa Isabel (PA174)          | 210 (Puente Alto) - 210v (Av. México) - 213e (Puente Alto) - 403 (La Reina) - 513 (José Arrieta) - 516 (Las Parcelas) - F30n (Bajos de Mena) - H13 (Santa Olga)           |
| Parada 2 / Metro Santa Isabel (PC82)           | 210 (Estación Central) - 210v (Estación Central) - 213e (Plaza Italia) - 403 (Metro Santa Ana) - 513 (El Montijo) - 516 (Pudahuel Sur) - 519 (Alameda) - F30n (La Moneda) |
| Parada 3 / Metro Santa Isabel (PC1044)         | 513 (José Arrieta) - 516 (Las Parcelas) - 519 (Av. Grecia) - D03 (Las Parcelas)                                                                                           |
| Santa Isabel / esq. Avenida Seminario (PC1003) | D18 (Álvaro Casanova) |
| Seminario / esq. Santa Isabel (PC580)          | 505 (Cerro Navia) - 508 (Enea) - 514 (Enea) |